# Ротман, Леон
Леон Ротман (рум. Leon Rotman; 22 июля 1934, Бухарест) — румынский гребец-каноист, выступал за сборную Румынии во второй половине 1950-х — первой половине 1960-х годов. Двукратный чемпион летних Олимпийских игр в Мельбурне, бронзовый призёр Олимпийских игр в Риме, победитель многих регат национального и международного значения. Заслуженный мастер спорта Румынии.

## Биография
Леон Ротман родился 22 июля 1934 года в Бухаресте. По происхождению является евреем, из рабочей семьи.
После окончания Второй мировой войны пробовал себя во многих видах спорта, в 1953 году решил посвятить себя гребле на байдарках и каноэ — был впечатлён, увидев знаменитых чешских гребцов Яна Брзака-Феликса и Богумила Кудрну на озере Снагов недалеко от Бухареста. Присоединился к бухарестскому «Динамо» в надежде получить одну из лодок чешского производства, оставленных упомянутыми чешскими чемпионами. Он не получил фирменное каноэ, но всё же смог стать чемпионом страны на самодельной лодке и привлёк к себе внимание известного тренера Раду Хуцана.
Первого серьёзного успеха на взрослом международном уровне добился в 1956 году, когда попал в основной состав румынской национальной сборной и благодаря череде удачных выступлений удостоился права защищать честь страны на летних Олимпийских играх в Мельбурне. Выступал здесь на первом каноэ румынского производства, изготовленном на предприятии в Регине, и выиграл в обеих дисциплинах, в которых принимал участие: в зачёте одиночных каноэ на дистанциях 1000 и 10000 метров. Повторил тем самым достижение шведа Герта Фредрикссона, который на этой же Олимпиаде взял обе золотые медали в аналогичных байдарочных дисциплинах. Также он стал первым румыном, кому удалось выиграть две золотые награды на одних Олимпийских играх.
Став двукратным олимпийским чемпионом, Ротман остался в основном составе гребной команды Румынии и продолжил принимать участие в крупнейших международных регатах. В частности, в 1960 году он прошёл квалификацию на Олимпийские игры в Риме, однако повторить успех четырёхлетней давности не смог — в одиночках на тысяче метрах занял в финале третье место, уступив на финише венгру Яношу Парти и советскому гребцу Александру Силаеву, тогда как десятикилометровая дисциплина одиночек вовсе была исключена из олимпийской программы.
Ротман неоднократно участвовал в зачёте чемпионатов Европы и мира, хотя в отличие от Олимпийских игр в число призёров здесь никогда не попадал. На европейских первенствах 1957 и 1961 годов в километровой гонке одиночных каноэ он дважды финишировал пятым, в то время как в 1963 году на мировом первенстве югославском Яйце среди одиночек на десяти километрах был седьмым. За свою долгую спортивную карьеру семь раз выигрывал регату озера Снагов, побеждал на шести международных регатах за пределами Румынии. В общей сложности 14 раз побеждал в зачёте национальных первенств в различных гребных дисциплинах. Завершил карьеру спортсмена в 1963 году.